# Odiellus lendlii
Espèce
Synonymes
- Acantholophus lendlii Sørensen, 1894
- Lacinius bieniaszii Kulczyński, 1909
- Odius scaber Roewer, 1915
- Odiellus granulatus Roewer, 1923
- Odiellus tuberculatus Morin, 1934

Odiellus lendlii est une espèce d'opilions eupnois de la famille des Phalangiidae.

## Répartition
Cette espèce se rencontre dans les Carpates, les Balkans et le Caucase,.

## Description
Le syntype mesure 6,5 mm.
Les mâles mesurent de 4,0 à 5,0 mm et les femelles de 5,2 à 6,8 mm.

## Systématique et taxinomie
Cette espèce a été décrite dans les protonyme Acantholophus lendlii par Sørensen en 1894. Elle est placée dans le genre Odius par Roewer en 1912. Le nom Odius Thorell, 1876 étant préoccupé par Odius Lilljeborg, 1865, il a été remplacé par Odiellus par Roewer en 1923.
Lacinius bieniaszii, Odius scaber, Odiellus granulatus et Odiellus tuberculatus ont été placées en synonymie par Martens en 1978.

## Étymologie
Cette espèce est nommée en l'honneur d'Adolf Lendl.

## Publication originale
- Lendl, 1894 : « A Magyar Nemzeti Muzeum Kaszáspókgyüjteménye (Opiliones Musaei Nationalis Hungarici). » Természetrajzi Füzetek, vol. 17, no 1/2, p. 1–33.